# Нертен-Харденберг
Нертен-Харденберг (њем. Nörten-Hardenberg) општина је у њемачкој савезној држави Доња Саксонија. Једно је од 12 општинских средишта округа Нортхајм. Према процјени из 2010. у општини је живјело 8.343 становника. Посједује регионалну шифру (AGS) 3155010.

## Географски и демографски подаци
Нертен-Харденберг се налази у савезној држави Доња Саксонија у округу Нортхајм. Општина се налази на надморској висини од 159 метара. Површина општине износи 54,1 km². У самом мјесту је, према процјени из 2010. године, живјело 8.343 становника. Просјечна густина становништва износи 154 становника/km².

## Међународна сарадња
| Мјесто  | Држава    | Врста сарадње | Од    |
| ------- | --------- | ------------- | ----- |
| Бондуфл | Француска | партнерство   | 1987. |
| Извор   |           |               |       |